# Heptathela shei
Heptathela shei är en spindelart som beskrevs av Xu och Yin 200. Heptathela shei ingår i släktet Heptathela och familjen ledspindlar. Inga underarter finns listade i Catalogue of Life.